# アナウンサー
アナウンサー（英: announcer）とは、自身の声により不特定多数に対して情報を伝達する職業。

## 概要
広義では、テレビ放送やラジオ放送、競技場やホールなどの公共の場などで、情報などを自身の声で伝達する職業である。DVDやCDの解説音声やナレーションなどを担当することもある。
事前に用意された原稿を読む場合と、実況放送など自分で言葉を組み立てる場合がある。前者の場合は明瞭な発音、語彙や文法などの言語知識、適切な間の取り方など、誰にでも聞き取りやすく話す技術が求められる。後者はスポーツの中継放送、災害報道などで行われ、前述の技術に加えて刻々変化する状況・情景を言葉にする表現力や状況を俯瞰する洞察力、そして突然の状況の変化に慌てない対応力などが求められる。
なお、現在日本で見られる形態のアナウンサーは日本以外に大韓民国、台湾などの一部アジア諸国や中東諸国に残存しているが、現在アメリカ合衆国や西欧などではニュースを人々に伝える職は、アナウンサーとは職域が異なるニュースキャスターという職であり、キャスターは局所属の職員ではなくプロのジャーナリストが務めるのが通例となっていることが、日本・韓国などと異なっている。
なお、放送局所属アナウンサーであっても複数の放送局の協業により他局に出演する場合もある。
別称として放送員という表記が使われることもある。日本では太平洋戦争勃発後の1942年4月から1945年8月の終戦まで、いわゆる敵性語狩りの影響から、日本放送協会（NHK）のアナウンサーのことを「放送員」と称していた。また朝鮮民主主義人民共和国（北朝鮮）では、朝鮮中央放送および朝鮮中央テレビのアナウンサーを「放送員」と呼んでいる。現在の日本語の略称としては「アナ」が使われることがある。

## 放送におけるアナウンサーの仕事
日本でのテレビ放送やラジオ放送でのアナウンサーは職域は、あらかじめ用意された原稿をそのまま読む仕事のほか、番組の司会や、インタビューを担当することもある。
番組のオープニングでテーマ曲に合わせて番組名と出演者をアナウンスするのがそのひとつ。日本では少なくなったが、ラジオドラマで出演者・スタッフの紹介をアナウンサーが担当している。また、放送の合間にチャンネル名（コールサイン）や次に放送する番組の読み上げ、番組宣伝のナレーションなどを専門とする国もある（ヨーロッパによく見られる）。民間放送では、番組を提供するスポンサー名（提供クレジット）の読み上げも重要な業務の一つである。
テレビ放送の黎明期から天気予報も伝えていたが、近年では各職種の専門化が進んでおり、天気予報については予報士が担当するようになった番組が多いが、一部ではアナウンサーの業務として残っている番組もある。
あまり多くはないが、アナウンサーが取材して原稿を書き自身で話す場合もある。NHKではアナウンサーが取材を担当することも比較的多く、英語が達者なアナウンサーなどは英語で直接インタビューし、そのビデオを放送で流したり、インタビューで得られた情報や印象も踏まえて日本の視聴者に日本語で分かりやすく解説するということも行っている。
なおNHKでは、用意された原稿をそのまま読み上げるだけの仕事については、いわゆる「AI アナウンサー」に担当させることが増えてきている。音声合成や機械学習といった技術を使いNHK自体で開発し、2018年ころから「ニュースのヨミ子」さんというキャラクターで視覚的イメージも伴って画面に登場させ始め、近年では視覚イメージは抜きで女性の人工音声や男性の人工音声でニュースを読み上げさせることが増えており、技術の向上とともに2021年や2022年ころには生身の人間が読み上げるのと比べてほとんど遜色が無いくらいに自然に読み上げるようになっている。 

## エグゼクティブアナウンサー
エグゼクティブアナウンサー（英:Executive Announcer）とは主に管理職アナウンサーのことを指す。例えば、安住紳一郎（TBSテレビ）や大下容子（テレビ朝日）など。一般的に入社して経験が深いアナウンサーがなりやすいため、ベテランアナウンサーとも言うが、管理職にまでなっていなければベテランといえども、エグゼクティブアナウンサーとまでは言えない。

## ライブイベントでの仕事

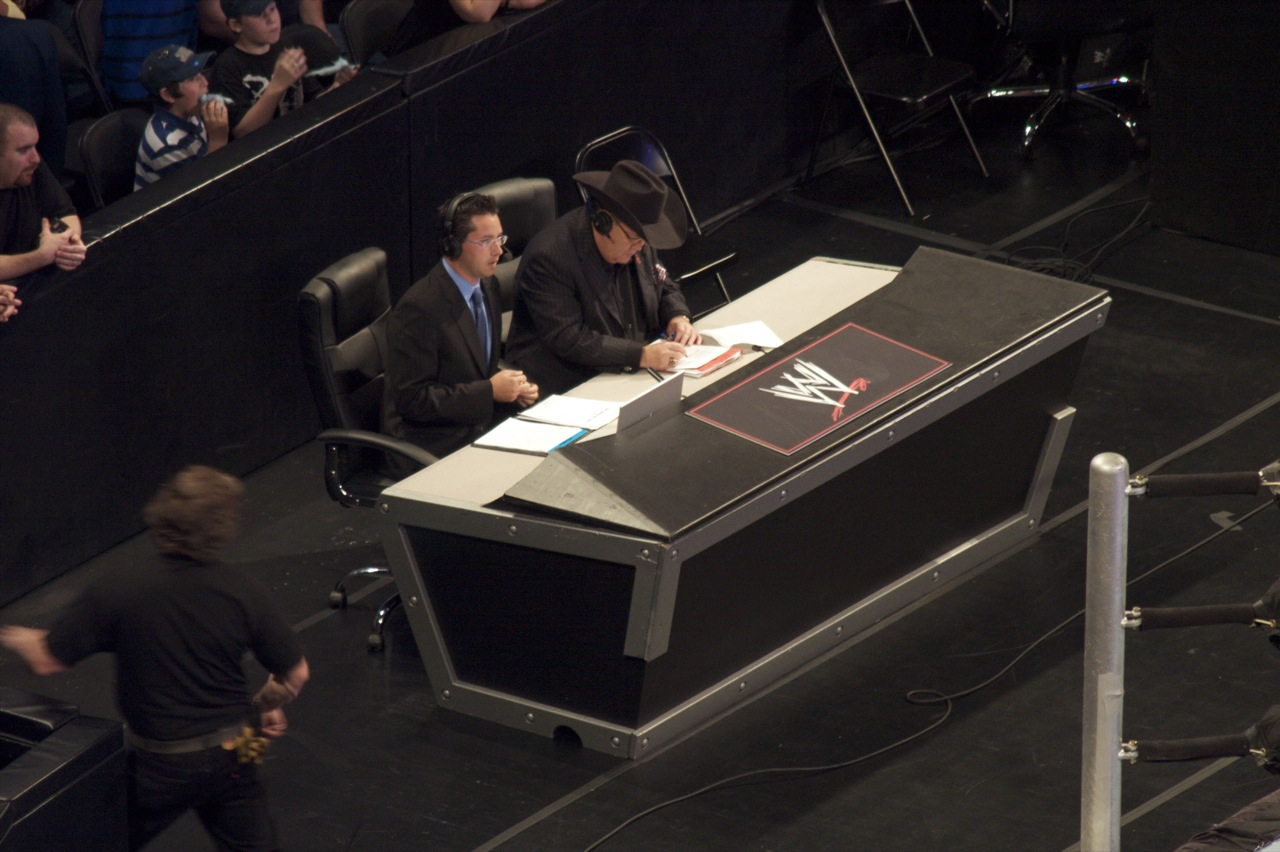
ジム・ロス、ワールド・レスリング・エンターテイメントのアナウンサー

パブリック・アドレスのアナウンサーは、競技場など実際の現場で仕事をする。そしてイベント参加者に、パフォーマンスや・話し手・選手・得点（ゴールやタッチダウンなど）・反則行為・その催しの結果についての情報を与える。

## 副業
" 結婚式の司会 " の仕事の依頼が舞い込むアナウンサーも多い。CMに出演する人もいる。

## AIアナウンサー
2024年、AI自動音声を用いたAIアナウンサーの活用が進められている。2024年10月16日には、琉球朝日放送とNECが、AIアナウンサーを活用した番組制作に取り組むと発表した。

## 関連用語
- アナウンス研究会 - 大学などで設置されているアナウンサーの仕事に興味がある人々の研究会、サークルである[7]。
- アナウンススクール - アナウンサーを目指す人が通うアナウンサー養成所。主に大学生などが通う。関東ではテレビ朝日アスク、関西では生田教室など。アナウンサー養成スクール一覧も参照。
- 初鳴き - 新人アナウンサーが初めて放送でアナウンスすることを「初鳴き」と言う[8][9][10][11]。

## 脚註
1. ↑  シリーズ 戦争とラジオ〈第6回〉 国策の「宣伝者」として ～アナウンサーたちの戦争(後編)～ - NHK放送文化研究所・2020年9月1日
2. ↑  北朝鮮アナに「気迫」説く教本　絶叫調の裏に総書記教示 - asahi.com ニュース特集
3. ↑  “未来に向けて進化を遂げる AIによるアナウンス”. NHK 2024年10月19日閲覧。
4. ↑  “株式会社テレビ朝日様 AI×CGアナウンサー 花里ゆいな”.   FutureVoice. 2024年10月19日閲覧。
5. ↑  “ＡＩアナは間違えない、ニュースを読む声も違和感なく「まるで人間」”. 読売新聞 2024年10月19日閲覧。
6. ↑  “琉球朝日放送とNEC、AIアナウンサーを活用した番組制作の取り組みを開始”. ZDNET 2024年10月19日閲覧。
7. ↑  “早稲田大学アナウンス研究会”.   早稲田大学アナウンス研究会. 2023年6月17日閲覧。
8. ↑  “初鳴き？？”. 2021年6月16日閲覧。
9. ↑  “【公式】フジテレビアナウンサー”. 2021年6月16日閲覧。
10. ↑  “みんなの初鳴き”. 2021年6月16日時点のオリジナルよりアーカイブ。2021年6月16日閲覧。
11. ↑  “【日テレアナが初鳴き！】新人アナウンサー大町怜央・河出奈都美・杉原凜が描く未来とは？”. 2021年6月16日閲覧。